# Omagh Town Football and Athletic Club
Maillots
Omagh Town Football and Athletic Club est un ancien club de football basé à Omagh en Irlande du Nord. Le club a été créé en 1962 et joue ses matchs à St. Julians Road Stadium. Les couleurs du club sont le rouge et le noir. Le 7 juin 2005, le club annonce qu’il se dissout à cause d’une faillite.
Omagh Town Football and Athletic Club a été formé en août 1962 par Aines McGeehan  qui voulait lancer une équipe pour les jeunes joueurs du quartier de Derry Road à Omagh. L’équipe est d’abord nommée Omagh Celtic Football Club et joue ses premiers matchs avec des maillots marron et shorts bleus. L’équipe, composée alors à la fois de catholiques et de protestants joue alors au stade de Quarry Field Mullaghmena.
En 1969, Omagh Town change son nom en Omagh Town Football and Athletic Club et déménage au stade du Showgrounds. En 1974 les couleurs changent, cette fois pour un maillot blanc et short noir. Ces couleurs changeront plusieurs fois dans les années suivantes pour se stabiliser sur le rouge, noir et blanc.
En 1990, Omagh Town déménage pour le stade de St Julian's Road. Le club loue le terrain à la ville et y développe un stade de football avec 5 000 places dont des loges pour les VIP.
Omagh Town est promu pour la première fois en première division du championnat d’Irlande du Nord pour la saison 1990-1991 et va se maintenir cinq années consécutives. 
Omagh Town a participé deux fois à la Coupe Intertoto, en 1998 battu au premier tour par le FC Rimavská Sobota et en 2003 battu au premier tour par FC Shakhtyor Soligorsk

## Bilan sportif

### Palmarès
- Deuxième division
  - vainqueur en 1999-2000

### Bilan européen
Note : dans les résultats ci-dessous, le score du club est toujours donné en premier
| Saison | Compétition     | Tour         | Club                | Domicile | Extérieur | Total |
| ------ | --------------- | ------------ | ------------------- | -------- | --------- | ----- |
| 1998   | Coupe Intertoto | Premier tour | Rimavská Sobota     | 2 - 2    | 0 - 1     | 2 - 3 |
| 2003   | Coupe Intertoto | Premier tour | Chakhtior Salihorsk | 1 - 7    | 0 - 1     | 1 - 8 |

Légende
- Victoire ou qualification pour le tour suivant
- Match nul
- Défaite ou élimination de la compétition